# Автошлях Т 2111
Автошля́х Т 2111 — територіальний автомобільний шлях в Україні, Чугуїв — Кочеток — Печеніги — Великий Бурлук. Проходить територією Чугуївського, Печенізького, Великобурлуцького районів Харківської області.
Починається в місті Чугуїв (E40 М03), проходить через смт Кочеток, село Кицівка, смт Печеніги, Плоске, смт Великий Бурлук Т 2115.
Загальна довжина — 64,5 км.

## Історія
У 2019 році на автошляху тривали роботи з відновлення дорожнього полотна.